# Hodonice (ort i Tjeckien, Södra Mähren)
Hodonice är en ort i Tjeckien.   Den ligger i regionen Södra Mähren, i den sydöstra delen av landet, 190 km sydost om huvudstaden Prag. Hodonice ligger 217 meter över havet och antalet invånare är 1 648.
Terrängen runt Hodonice är platt. Runt Hodonice är det ganska tätbefolkat, med 56 invånare per kvadratkilometer. Närmaste större samhälle är Znojmo, 8,6 km väster om Hodonice. Trakten runt Hodonice består till största delen av jordbruksmark.